# Flugplatz Vrsar/Crljenka

i8
i11
i13
Der Flugplatz Vrsar/Crljenka (ICAO-Code: LDPV) befindet sich etwa 3,5 Kilometer südöstlich von Vrsar, auf der Halbinsel Istrien in Kroatien. Er wird von der Allgemeinen Luftfahrt angeflogen. Er ist seit 2018 wieder ganzjährig für den internationalen Flugverkehr geöffnet. Außerdem wird der Flugplatz unter anderem von Sportflugzeugen genutzt, die ganzjährig Panorama- und Fallschirmflüge durchführen. Der Betreiber ist die North Adria Aviation. Vrsar Radio hat die Frequenz 126,650 MHz. 
Der Flugplatz verfügt über eine asphaltierte Landebahn mit einer Ausdehnung von 701 × 18 m in der Richtung Nord/Süd (18/36) mit einem sehr schönen Anflug bzw. Abflug über den Limski-Kanal. Zu den weiteren Einrichtungen zählen ein Flugzeughangar und ein in den Sommermonaten geöffnetes Restaurant in der unmittelbaren Nähe. Ein Taxi ist am Platz verfügbar.